# 8 décembre 1961
Le vendredi 8 décembre 1961 est le 342e jour de l'année 1961.

## Naissances
- André Bachand, homme politique canadien (député progressiste-conservateur)
- Ann Coulter, commentatrice politique américaine
- Conceição Lima, poétesse santoméenne
- Éric Ferber, sculpteur français
- Rémy Le Goistre, illustrateur français
- Sergueï Tchliants, producteur de cinéma russe

## Décès
- Francesco Severi (né le 13 avril 1879), mathématicien italien